# Pierre-Fitte (Aillant-sur-Tholon)
La Pierre-Fitte est un menhir situé à Aillant-sur-Tholon, dans le département de l'Yonne en France.

## Historique
Le menhir est classé au titre des monuments historiques par arrêté du 10 février 1913.

## Description
Le menhir est constitué d'un bloc de brèche de couleur blanche. Il mesure 1,65 m de hauteur, 2,50 m de largeur et environ 1 m d'épaisseur.